# صبح کاذب

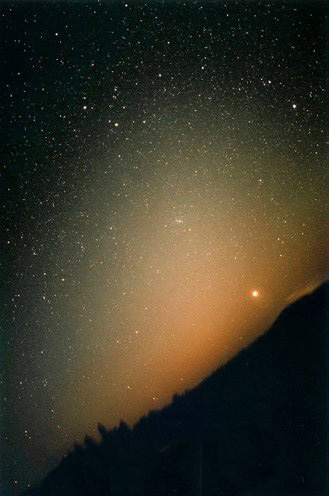
نور منطقةالبروجی در آسمان شرقی، پیش از شفق.

صبح کاذب، فجر کاذب یا نور منطقةالبروجی یا بامداد دروغین یا بامداد نخستین زمانی در ابتدای روز است که با پدید آمدن سفیدی در سمت مشرق به وقوع می‌پیوندد. در این لحظه شب به پایان رسیده و برای اولین بار بعد از پایان شب، نور سفیدی در افق (در سمت مشرق) پیدا می‌شود و این سفیدی به شکل گوش گرگ است.
صبح کاذب روشنایی کم‌فروغ، نسبتاً سفیدرنگ، و مخروطی شکل است که از نزدیکی خورشید در امتداد منطقةالبروج کشیده شده‌است.
این نور بر اثر پراش نور خورشید به‌وسیلهٔ غبار موجود در نور منطقةالبروجی پدید می‌آید.
نور منطقةالبروجی به‌مراتب ضعیف‌تر و کم‌سوتر از مهتاب و آلودگی نوری است، از این‌رو به‌سختی و فقط در آسمان‌های تاریک قابل مشاهده است.
با افزایش فاصلهٔ این نور از خورشید، درخشندگی آن کاهش می‌یابد؛ بنابراین معمولاً فقط تا فاصلهٔ معینی از خورشید دیده می‌شود و ادامهٔ آن از نظرها پنهان است.
اما در شب‌های بسیار تاریک، این نور همچون نواری دیده می‌شود که در سرتاسر دایرةالبروج کشیده شده‌است.
در واقع در آسمان‌های بسیار تاریک که صدها کیلومتر با نزدیک‌ترین شهر فاصله دارند، این نور کل آسمان را می‌پوشاند و اگر ماه در آسمان نباشد عهده‌دار شصت درصد نور آسمان است.
در نقطهٔ مقابل خورشید، در دورترین نقطهٔ نور منطقةالبروجی، تودهٔ مشابه بسیار کم‌نور بیضی‌شکلی دیده می‌شود که نور مخالف نام دارد.
این پدیده برای نخستین بار در سال ۱۶۸۴ توسط جووانی دومنیکو کاسینی بررسی، و یک سال بعد، در سال ۱۶۸۴ توسط نیکلاس فاتیو دو دوئیلیه توضیح داده‌شد

## تشخیص صبح کاذب
صبح کاذب، علائمی دارد که از طریق آن می‌توان به کاذب بودن صبح پی برد. این علائم عبارت اند از:

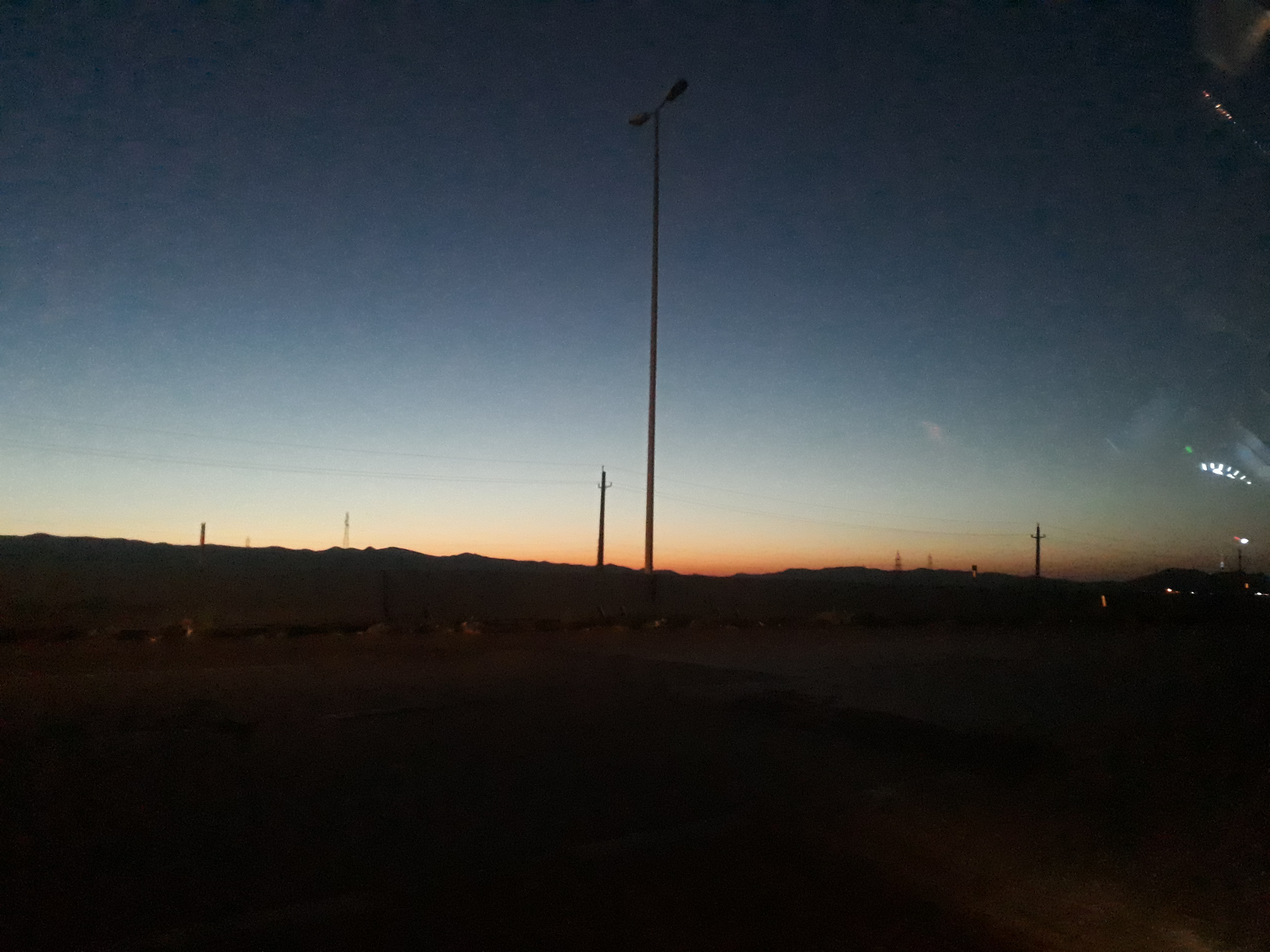
نمای فجر صادق

1. صبح کاذب، از افق جداست، در حالی که صبح صادق به افق متصل است.
2. صبح کاذب، عمودی است، در حالی که صبح صادق افقی است.
3. صبح کاذب، ابتدا پرنور است و به مرور کم نور می‌شود، در حالی که صبح صادق ابتدا کم نور و با گذشت زمان پر نور می‌گردد.[۴]

## چگونگی شکل‌گیری
نور منطقةالبروجی بر اثر بازتاب نور خورشید از ذرات غبار درون منظومهٔ شمسی موسوم به غبار کیهانی پدید می‌آید. از این‌رو، طیف نور منطقةالبروجی بسیار شبیه به طیف خورشید است.
دلیل دیگر ایجاد این نور، تابش نور خورشید به ذرات معلق و گرد و غبار منطقه دایره البروج است و چون دایره البروج دقیقاً یک صفحه است و ما درون این صفحه هستیم، روی کره آسمان دایره ای تشکیل شده و ناظر از روی زمین بخشی از این دایره را به صورت یک خط روی کره آسمان مشاهده می‌کند. درست مانند کهکشان راه شیری که نواری از آن از روی زمین قابل مشاهده است و نوار کهکشان راه شیری نامیده می‌شود.

## توضیحات قدیمی
نور منطقه البروجی در ایران باستان، با نام دم گرگ یاد شده‌است.
همچنین عبدالرحمن صوفی نیز راصد این پدیده نجومی بوده‌است

## اهمیت در اسلام
در این لحظه، اگر چه شب به پایان رسیده، ولی هنوز وقت نماز صبح نرسیده‌است (صبح نشده‌است). به همین جهت به آن صبح کاذب یا فجر کاذب گفته می‌شود. اما در ادامه مقدار سفیدی کم‌کم گسترش پیدا کرده و در ناحیهٔ مشرق پراکنده می‌شود و در این موقع می‌توان نماز صبح را بجا آورد، زیرا صبح فرا رسیده‌است. از این جهت به این سفیدی، صبح صادق گفته می‌شود.